# جورج ووكر (لاعب كرة قدم)
جورج ووكر (بالإنجليزية: George Walker)‏ (30 مايو 1934 بسندرلاند في المملكة المتحدة - 8 أغسطس 2012 في المملكة المتحدة) هو لاعب كرة قدم بريطاني في مركز الهجوم. لعب مع نادي بريستول سيتي ونادي كارلايل يونايتد ونادي موركامب وتشبنهام تاون.